# Kendo no World Combat Games de 2013
A disputa do Kendô no World Combat Games de St. Petersburg-2013 se deu no St. Petersburg Sports and Concert Complex Hall 2, nos dias 21 e 22 de Outubro de 2013.
A modalidade teve como embaixador o japonês Yoshimitsu Takeyasu, que participou dos Jogos de 1964, em que a modalidade era de demonstração. E ex-presidente da Federação Internacional de Kendo (FIK).

## Quadro de Medalhas
Legenda:
| Ordem | País           | Medalha de ouro | Medalha de prata | Medalha de bronze | Total |
| ----- | -------------- | --------------- | ---------------- | ----------------- | ----- |
| 1     | Japão          | 3               | 0                | 3                 | 6     |
| 2     | Coreia do Sul  | 1               | 1                | 1                 | 3     |
| 3     | França         | 0               | 1                | 0                 | 1     |
| 3     | Alemanha       | 0               | 1                | 0                 | 1     |
| 3     | Hungria        | 0               | 1                | 0                 | 1     |
| 6     | Brasil         | 0               | 0                | 1                 | 1     |
| 6     | Países Baixos  | 0               | 0                | 1                 | 1     |
| 6     | Taipé Chinesa  | 0               | 0                | 1                 | 1     |
| 6     | Estados Unidos | 0               | 0                | 1                 | 1     |
| Total | Total          | 4               | 4                | 8                 | 16    |

## Medalhistas

### Masculino
| Evento                                      | Ouro                  | Prata                    | Bronze                  |
| ------------------------------------------- | --------------------- | ------------------------ | ----------------------- |
| Individual                                  | Kangho Lee (KOR)      | Sangor Dubi (HUN)        | Hitoshi Shime (JPN)     |
| Individual                                  | Kangho Lee (KOR)      | Sangor Dubi (HUN)        | Mitsunari Shikano (JPN) |
| Youth (Jovens)                              | Yuya Takenouchi (JPN) | Koichi Nakabayashi (FRA) | Yu-Cheng Chang (TPE)    |
| Youth (Jovens)                              | Yuya Takenouchi (JPN) | Koichi Nakabayashi (FRA) | Manuk Jang (KOR)        |
| Special invitational (Convidados Especiais) | Kazuo Furukawa (JPN)  | Katsuhiko Tani (JPN)     | Dong Chul Park (KOR)    |
| Special invitational (Convidados Especiais) | Kazuo Furukawa (JPN)  | Katsuhiko Tani (JPN)     | Yong Chun Park (KOR)    |

### Feminino
| Evento                                      | Ouro                   | Prata                 | Bronze                   |
| ------------------------------------------- | ---------------------- | --------------------- | ------------------------ |
| Individual                                  | Yoko Sakuma (JPN)      | Safiyah Fadai (GER)   | Nishiki Jade Sano (USA)  |
| Individual                                  | Yoko Sakuma (JPN)      | Safiyah Fadai (GER)   | Mariko Yamamoto (JPN)    |
| Youth (Jovens)                              | Mizuki Matsumoto (JPN) | Hu Yunyung (KOR)      | Sayo van der Woude (NED) |
| Youth (Jovens)                              | Mizuki Matsumoto (JPN) | Hu Yunyung (KOR)      | Marina Kodato (BRA)      |
| Special invitational (Convidados Especiais) | Mika Shimokawa (JPN)   | Sachie Miyazaki (JPN) | Kyung Wha Back (KOR)     |
| Special invitational (Convidados Especiais) | Mika Shimokawa (JPN)   | Sachie Miyazaki (JPN) | Emi Anderson (USA)       |